# Jeffrey A. Harvey
Jeffrey A. Harvey (né le 15 février 1955 à San Antonio) est un physicien et théoricien des cordes américain. Il est professeur à l'université de Chicago. Ayant travaillé dans le domaine de la physique théorique, il est connu pour avoir co-découvert la théorie des cordes hétérotique. Il est également l'un des créateurs du modèle CGHS.
Harvey est membre de la Société américaine de physique, de l'American Academy of Arts and Sciences ainsi que de l'Institute for Advanced Study de Princeton, New Jersey.

## Publications
- Evanescent black holes, Curtis G. Callan, Jr., Steven B. Giddings, Jeffrey A. Harvey, Andrew Strominger. Published in Phys. Rev. D 45:1005–1009, 1992.
- Strings on Orbifolds. 2. Lance J. Dixon, Jeffrey A. Harvey Published in Nucl. Phys. B 274:285–314, 1986.
- Strings on Orbifolds. Lance J. Dixon, Jeffrey A. Harvey, C. Vafa, Edward Witten, Published in Nucl. Phys. B 261:678–686, 1985.
- Heterotic String Theory. 2. The Interacting Heterotic String. David J. Gross, Jeffrey A. Harvey, Emil J. Martinec, Ryan Rohm Published in Nucl. Phys. B 267:75, 1986.
- Heterotic String Theory. 1. The Free Heterotic String. David J. Gross, Jeffrey A. Harvey, Emil J. Martinec, Ryan Rohm, Published in Nucl. Phys. B 256:253, 1985.
- The Heterotic String. David J. Gross, Jeffrey A. Harvey, Emil J. Martinec, Ryan Rohm, Published in Phys. Rev. Lett. 54:502–505, 1985.